# Cerchanotus asperulus
Cerchanotus asperulus is een keversoort uit de familie somberkevers (Zopheridae). De wetenschappelijke naam van de soort werd in 1869 gepubliceerd door Léon Marc Herminie Fairmaire.